# 巨木陣
巨木陣是英国新石器時代的遺跡，位於世界文化遺產巨石陣的東北方3.2公里處。

## 發現經過
雖然十九世紀初就已經被人發現，但一開始人們以為只是某種工程或穀倉。直到1926年，考古學家在西薩克斯進行考古活動時，從空拍照當中發現巨木陣遺跡並著手挖掘。歷經數年的挖掘，1929年，才終於證明這是巨木陣遺跡。

## 年代
出土陶器應該是钟形杯文化時代的產物。不列顛的钟形杯文化時代橫跨新石器時代晚期至青銅器時代。

## 結構

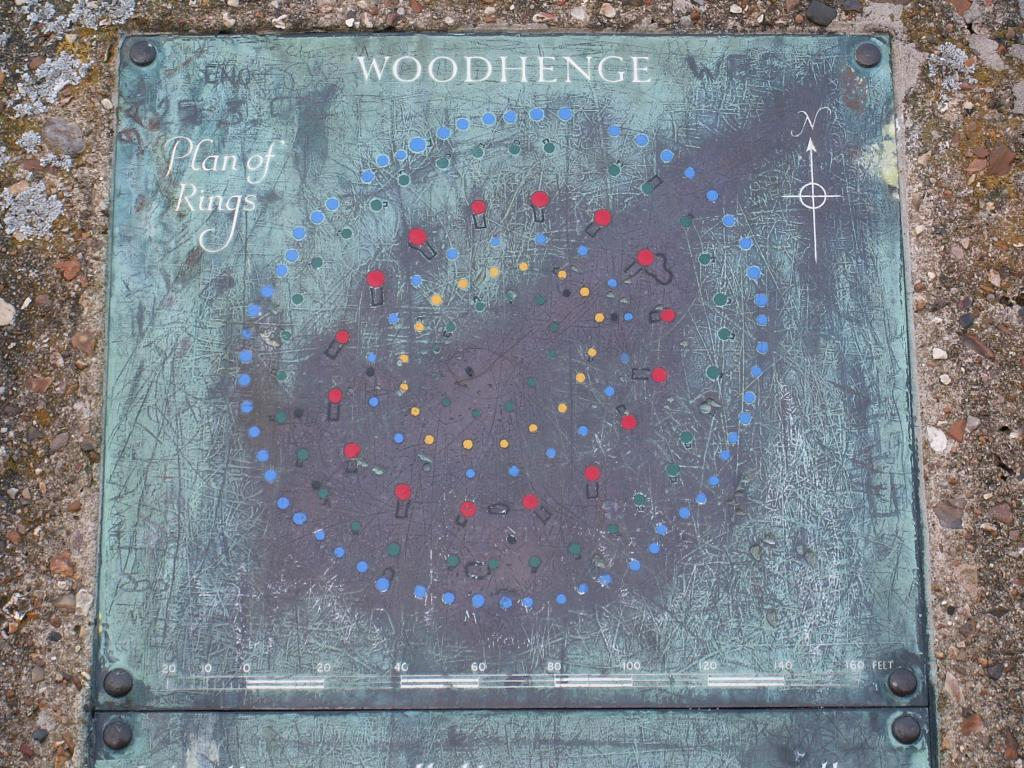
位於現場，描繪出圓環平面圖的一塊解說牌

遺址是由六個同心橢圓的凹洞所組成，最外圈橢圓的長軸大約43公尺，短軸約40公尺。橢圓的外圍是一條底部平坦的溝渠，深2.4公尺，寬12公尺。再更外圍則是一道1公尺高，10公尺寬的矮坡。整個遺跡達110公尺寬，入口朝東北。

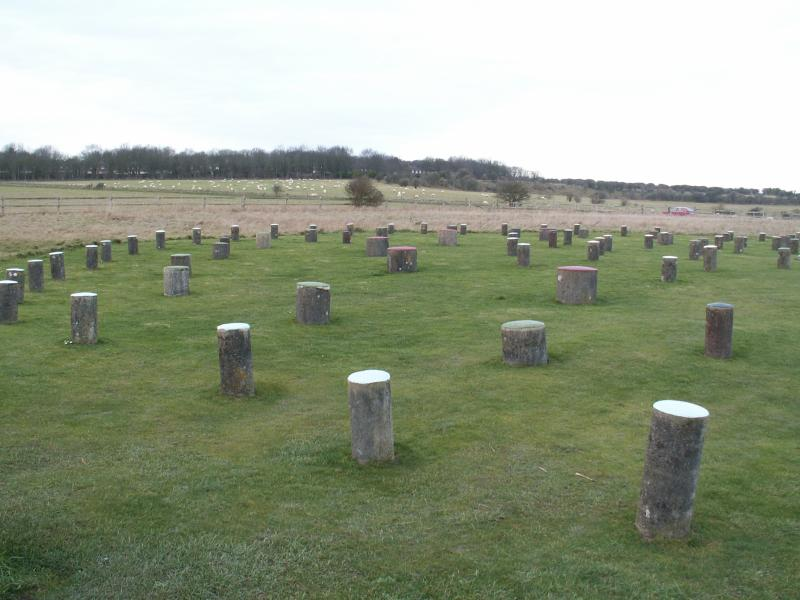
用來標示巨木所在地的水泥柱

圓環中央挖掘出一具屈肢葬的小孩骨骸，頭骨裂開，考古學家認為可能是獻祭用的 。為進行更詳細的分析，骨骸出土後被送至倫敦，但卻因倫敦大轟炸而受損，導致學者再也無法繼續分析。在溝渠的東段有另一具青少年的屈肢葬墓，位置剛好在入口的對面。
凹洞總數為168，大多數原本都是插木頭柱子。最深的洞寬達兩公尺，咸信原本的木頭柱子高達7.5公尺。估計這些柱子的總重量達5公噸，其排列方式似巨石陣的排列方式。
學者指出巨木陣與巨石陣有高度相似之處，包括入口方向皆面向夏至日出的方向、木柱與巨石排列方式相同等。

## 外部連結
- Woodhenge – English Heritage （页面存档备份，存于）